# Aga (wojsko)

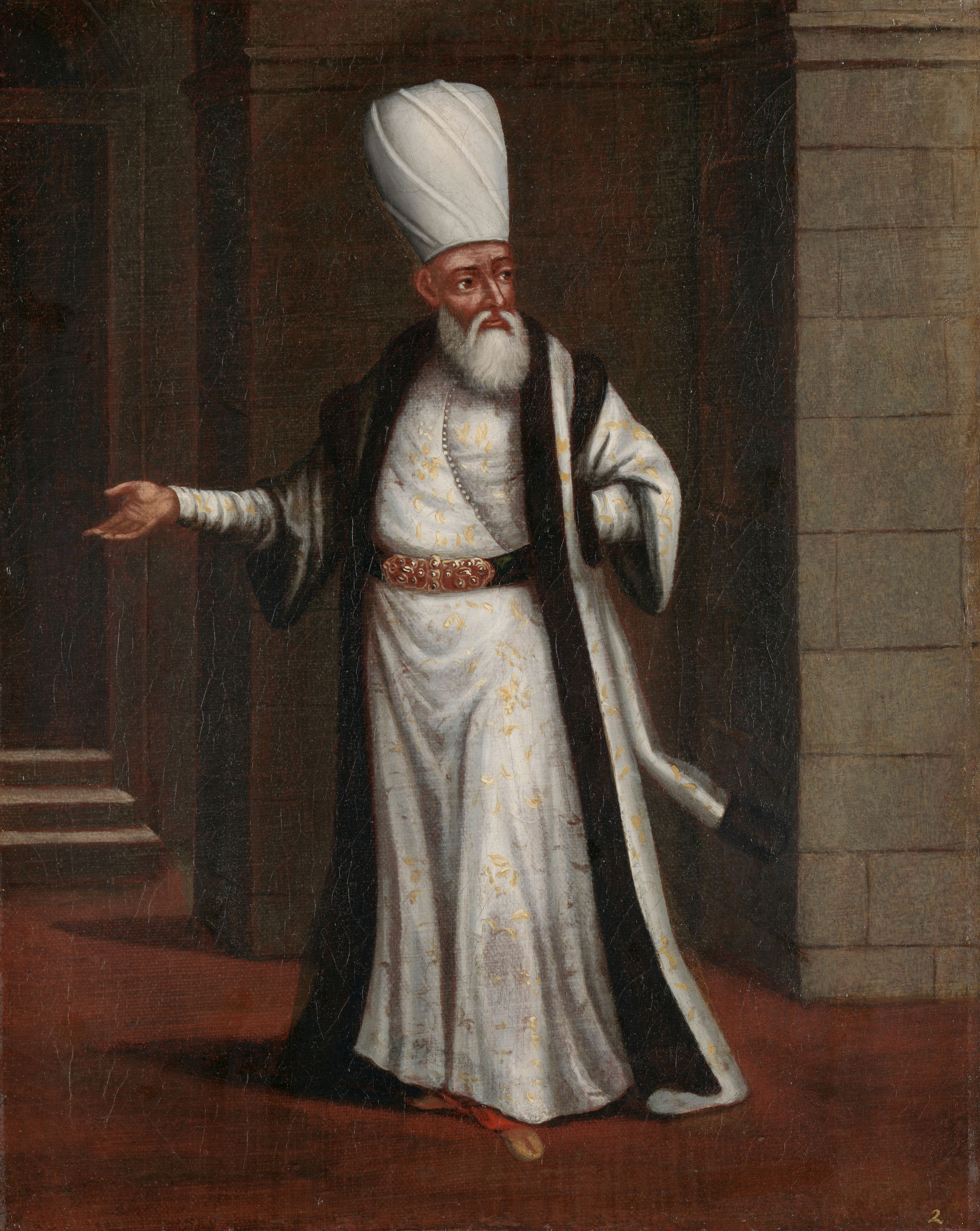
Aga janczarów (pierwsza połowa XVIII wieku)

Ağa – tytuł używany w wojsku tureckim oznaczający dowódcę lub przywódcę janczarów (aga janczarów), naczelnika policyjnego, a w Egipcie dowódcę oddziałów tureckich. Mianem agi określano także wyższego urzędnika. Obecnie jest to tytuł grzecznościowy i oznacza on dosłownie pana.